# 野天胡荽
野天胡荽（学名：Hydrocotyle vulgaris）为五加科天胡荽属下的一个种。也可稱為銅錢草、金錢草、錢幣草、圓幣草、少脈香菇草、香菇錢、盾叶天胡荽等，外觀與南美天胡荽（Hydrocotyle verticillata）非常相近。

## 名稱由來
由於野天胡荽葉子長相硬幣，因此在一些例如新加坡的國家也名為銅錢草、少脈香菇草或圓幣草。

## 種植
由於野天胡荽屬於草類，具有无性繁殖特性，能快速繁殖，尤其在熱帶環境可以繁殖相當快。能适应水生、湿生、中生到旱生多种生长环境。

## 扩展阅读
- 香菇草Hydrocotyle vulgaris[]